# (6596) Bittner
(6596) Bittner est un astéroïde de la ceinture principale.

## Description
(6596) Bittner est un astéroïde de la ceinture principale. Il fut découvert le 15 novembre 1987 à l'Observatoire Kleť par Antonín Mrkos. Il présente une orbite caractérisée par un demi-grand axe de 2,59 UA, une excentricité de 0,08 et une inclinaison de 4,9° par rapport à l'écliptique.

## Compléments